# Acolutha poiensis
Acolutha poiensis là một loài bướm đêm trong họ Geometridae.